# Dagbouw Nochten
Dagbouw Nochten (Oppersorbisch: Wochožanska jama) is een grote bruinkool-mijn in de Lausitzer bruinkoolmijnstreek in het oosten van Duitsland.
De groeve ligt ten zuiden van Weißwasser en ten noorden van Nochten. De mijn wordt geëxploiteerd door EPH ten behoeve van elektriciteitscentrale Boxberg en briketten fabriek Schwarze Pumpe.
Het dorp Tzschelln (Čelno) met 195 inwoners moest wijken voor de dagbouw in 1979. Sinds de start in 1960 zijn er ook delen van de dorpen Mühlrose (Miłoraz), Nochten (Wochozy) en Trebendorf (Trjebin) verdwenen door de mijnbouw. De mijn blijft in gebruik tot ongeveer 2045.
actief: Jänschwalde · Nochten · Reichwalde · Welzow-Süd

stilgelegd: Bärwalde · Berzdorf · Cottbus-Nord